# قلعه شیخ الدین
بقایای قلعه شیخ الدین مربوط به عصر آهن است و در شهرستان کوثر، بخش فیروز، دهستان سنجبد جنوبی، روستای علاءالدین واقع شده و این اثر در تاریخ ۲۶ اسفند ۱۳۸۷ با شمارهٔ ثبت ۲۵۷۸۹ به‌عنوان یکی از آثار ملی ایران به ثبت رسیده است.